# Pedioplanis breviceps
Pedioplanis breviceps är en ödleart som beskrevs av  Richard Sternfeld 1911. Pedioplanis breviceps ingår i släktet Pedioplanis och familjen lacertider. Inga underarter finns listade i Catalogue of Life.